# Villena
Villena város Spanyolországban Alicante tartományban. Főleg az Atalaya-várkastélyról és a villenai kincsleletről nevezetes.

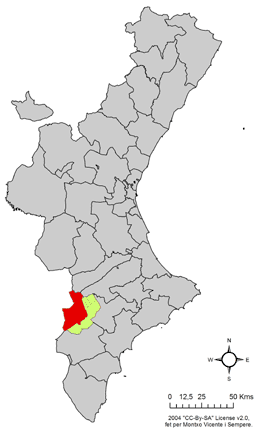
Villena elhelyezkedése a Valenciai Autonóm Közösség területén

## Fekvése
Alicantétól északra található. Vasúton az Alicante- Valencia vonalon érhető el. Alcoyból mellékutakon érhető el.

## Története
A város fölé magasodó Atalaya-várat II. Jakab aragóniai király 1304-ben foglalta vissza a móroktól. Csak 1836-tól tartozik Alicante tartományhoz.

## Látnivalói
- Óváros (Casco Histórico)
- Atalaya-vár (Castillo de la Atalaya) [jelenleg felújítás alatt] - nagyméretű, a 15. században megerősített erőd, amelyből az öregtorony és 6 bástya maradt meg épen.
- Teatro Chapi, előtte Ruperto Chapí zeneszerzőnek, a város szülöttének a szobrával. (alkotója Antonio Navarro Santafé).
- Iglesia Santamaria (Szűz Mária-templom)
- Iglesia Santiago (Szent Jakab-templom)

## Múzeumok
- Museo Arqueológico José Maria Soler - archeológiai múzeum, ahol a villenai kincs is látható.
- Museo del Festero
- Museo Escultor Antonio Navarro Santafé - a szobrász múzeuma

## Népesség
A település lakosságának változását az alábbi diagram mutatja:
| Lakosok száma | 32 111 | 33 889 | 34 186 | 35 222 | 34 966 | 34 530 | 34 163 | 33 964 | 34 025 | 34 385 |
|               | 2001   | 2004   | 2006   | 2009   | 2011   | 2014   | 2016   | 2019   | 2021   | 2024   |

## Képgaléria

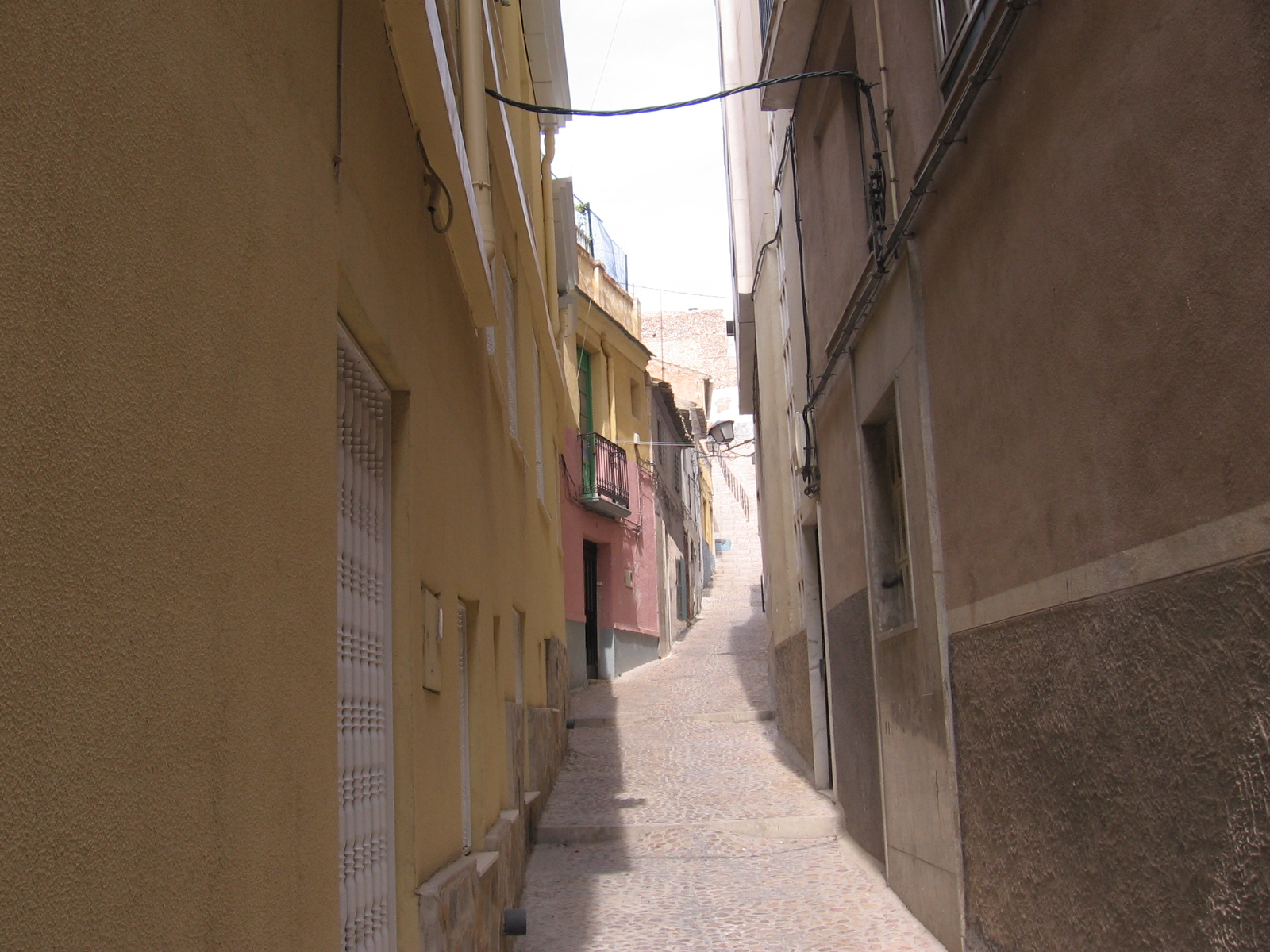
Óvárosi részlet
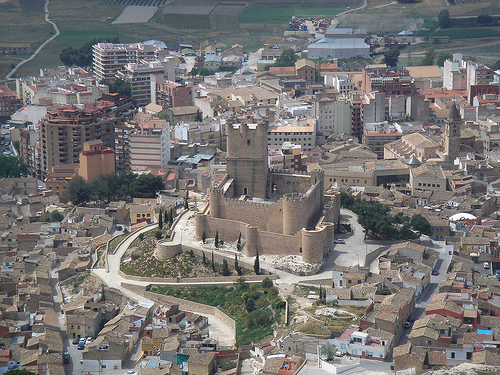
Az Atalaya-várkastély.
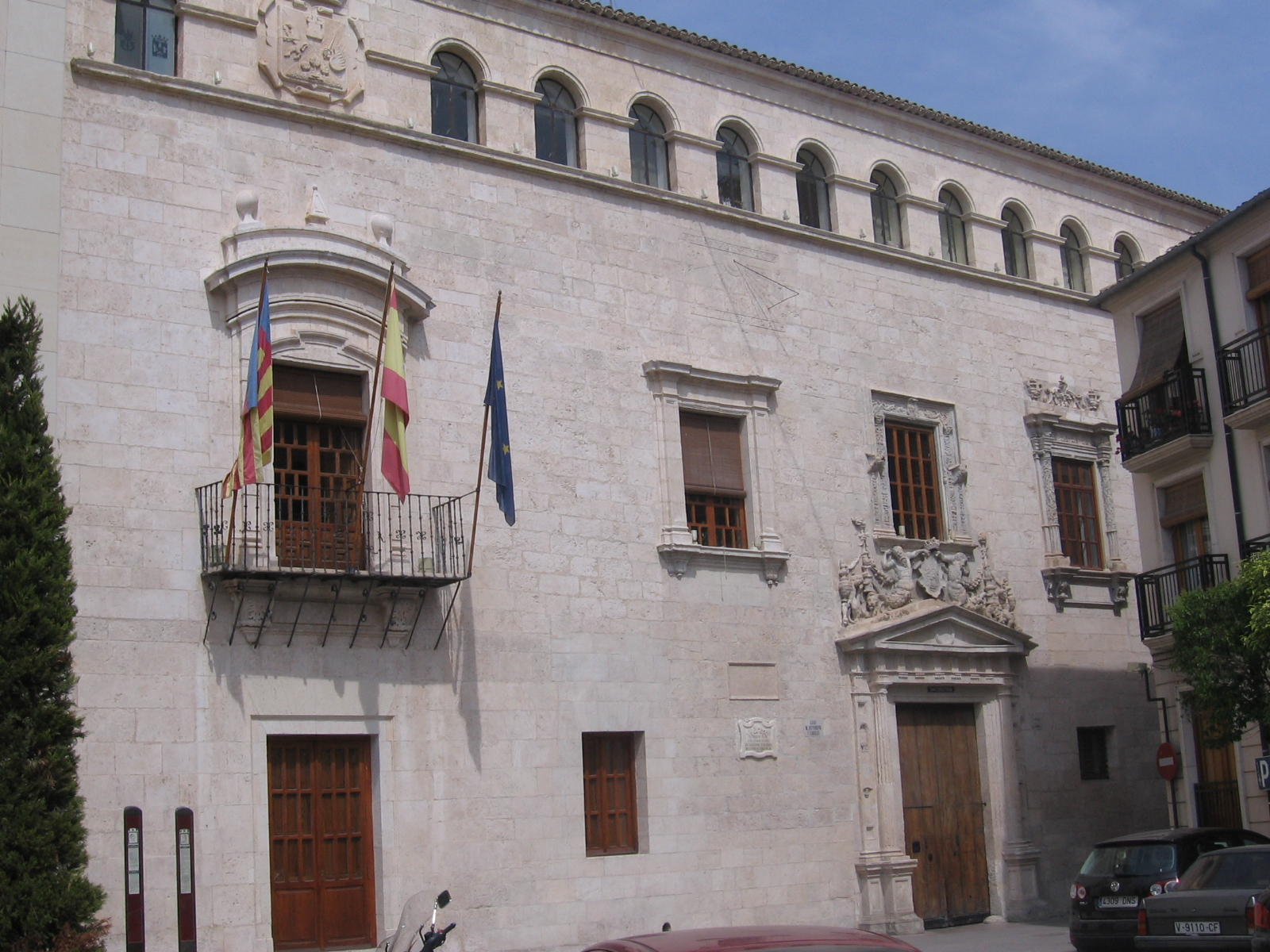
A villenai városháza
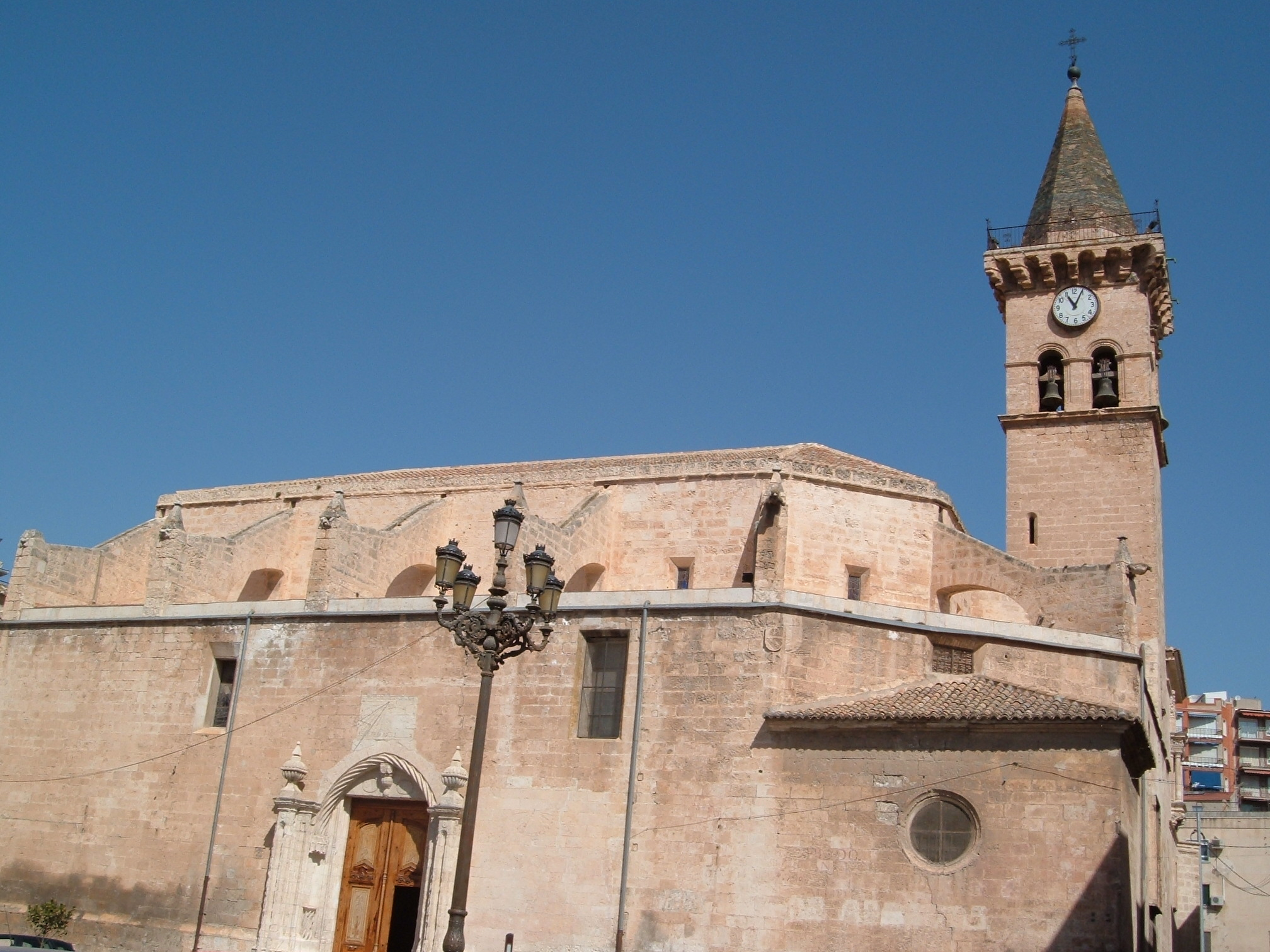
Szent Jakab-templom
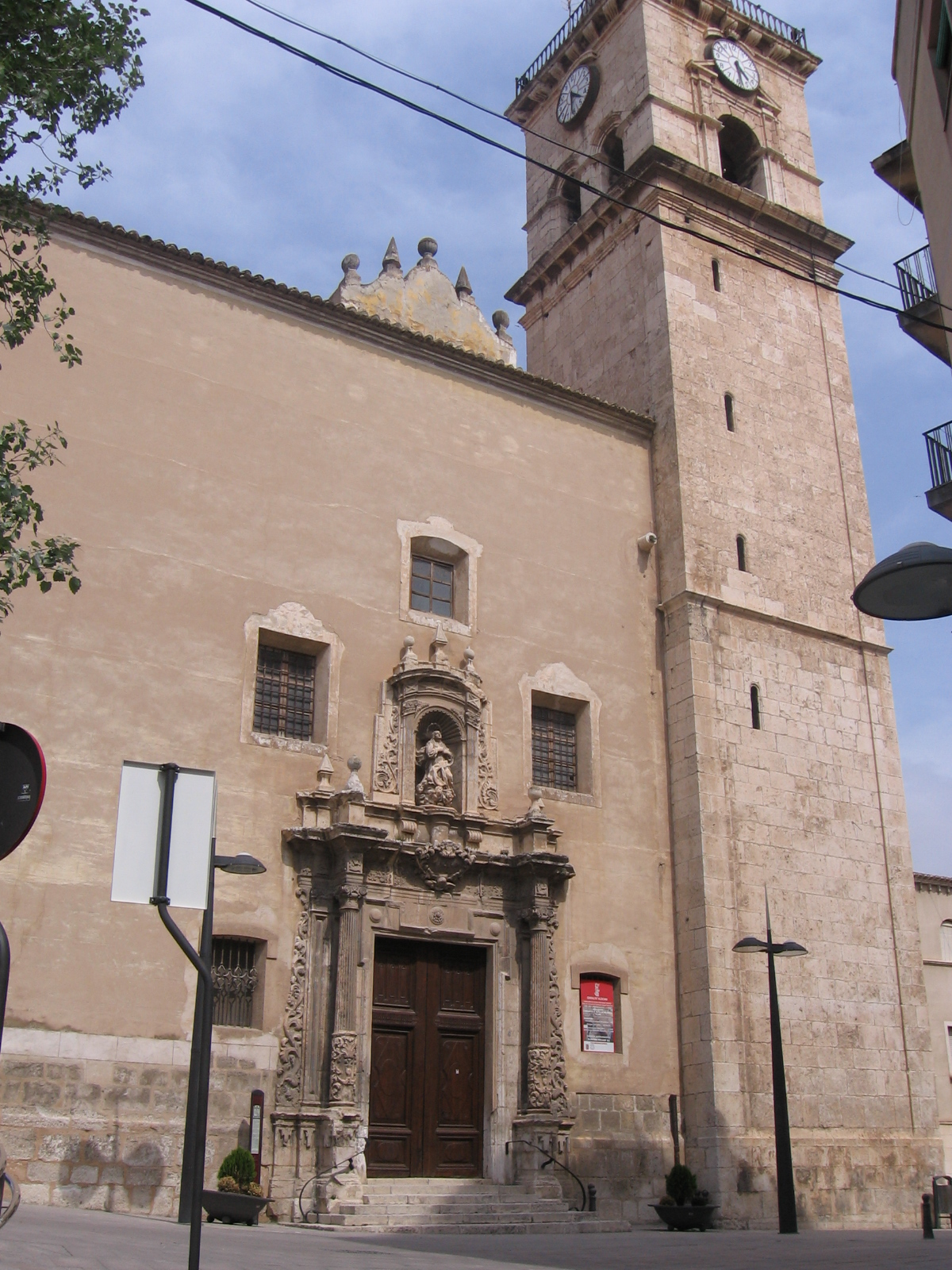
Szűz Mária-templom
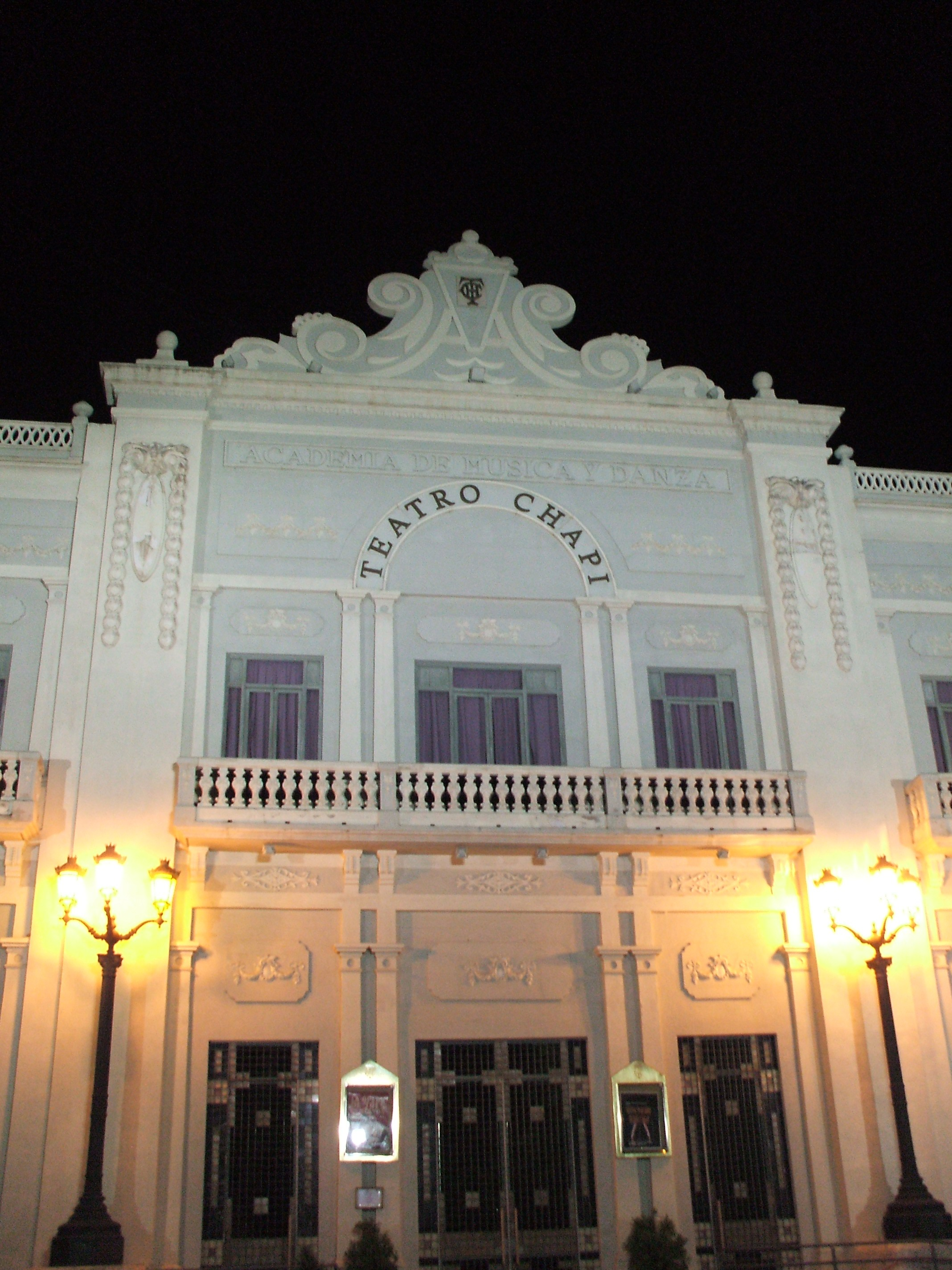
A Teatro Chapí kapuja éjszaka
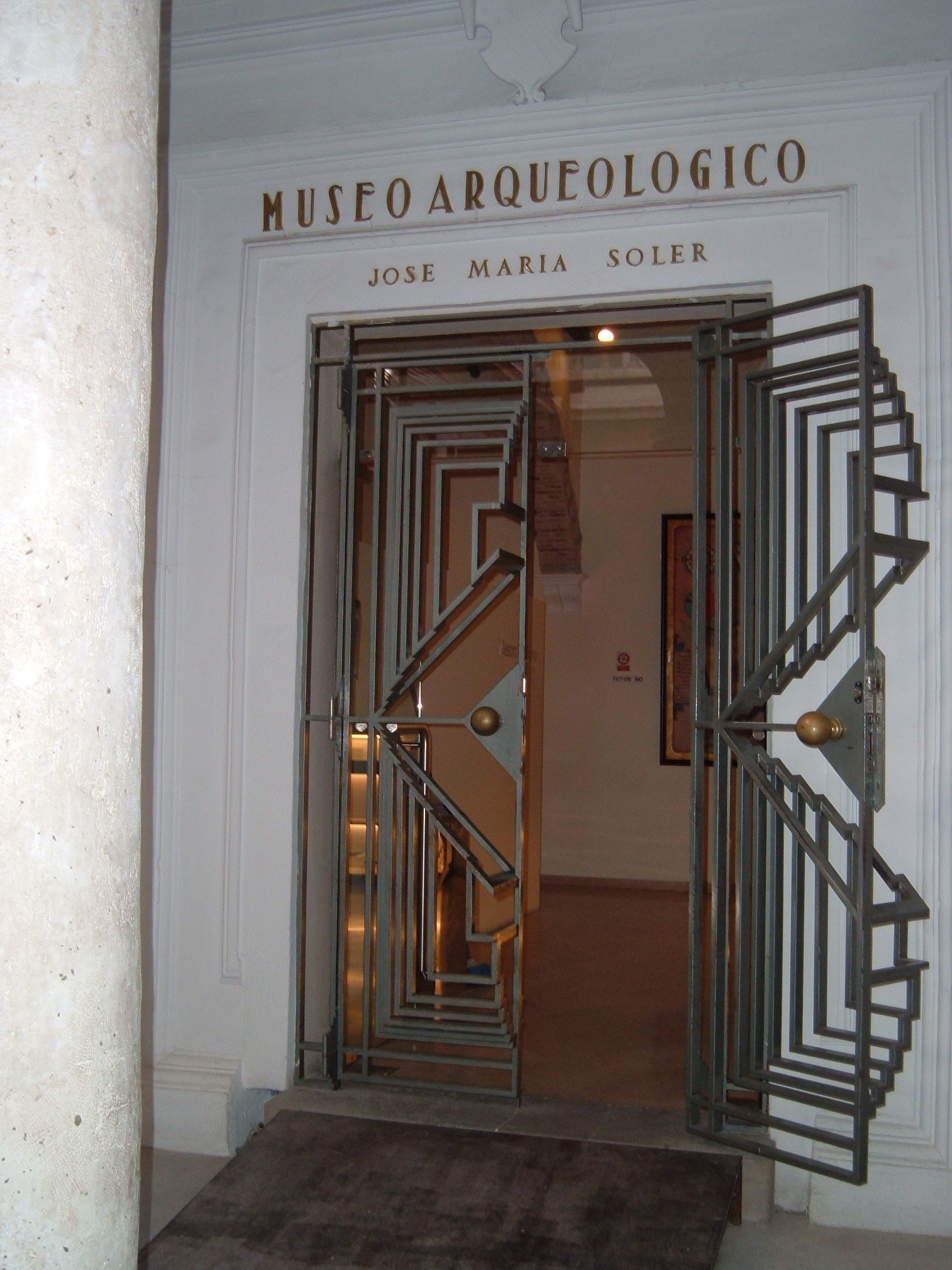
Az Archeológiai Múzeum kapuja
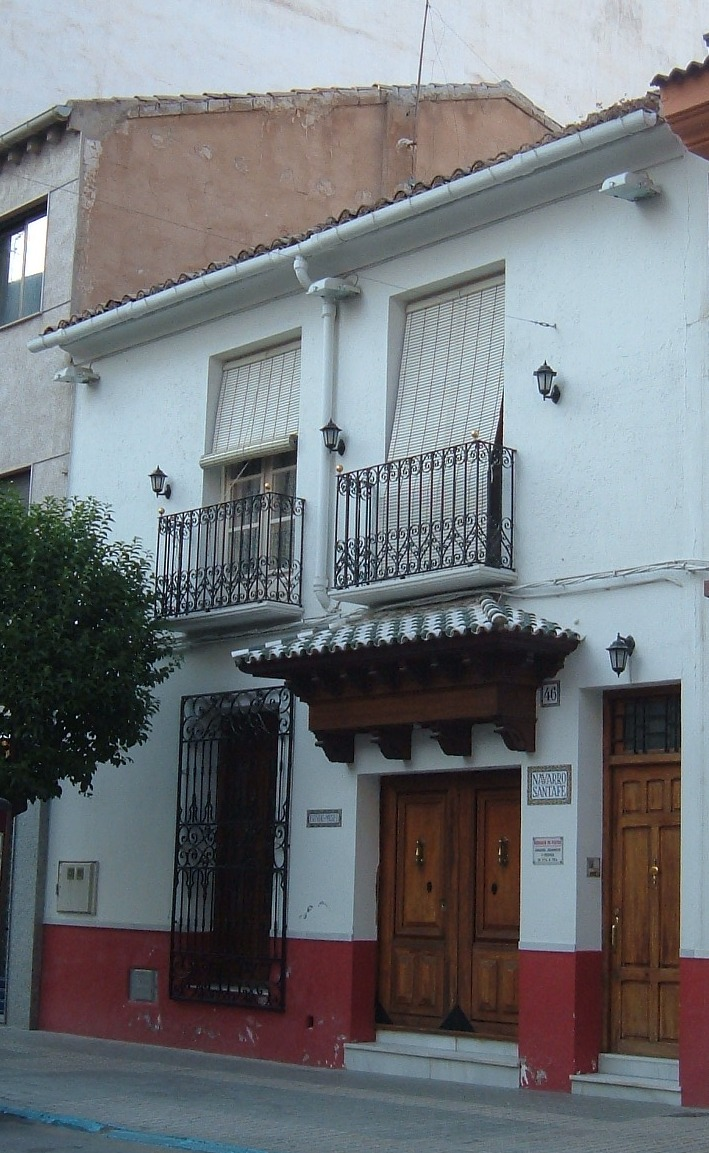
A Navarro Santafé múzeum homlokzata
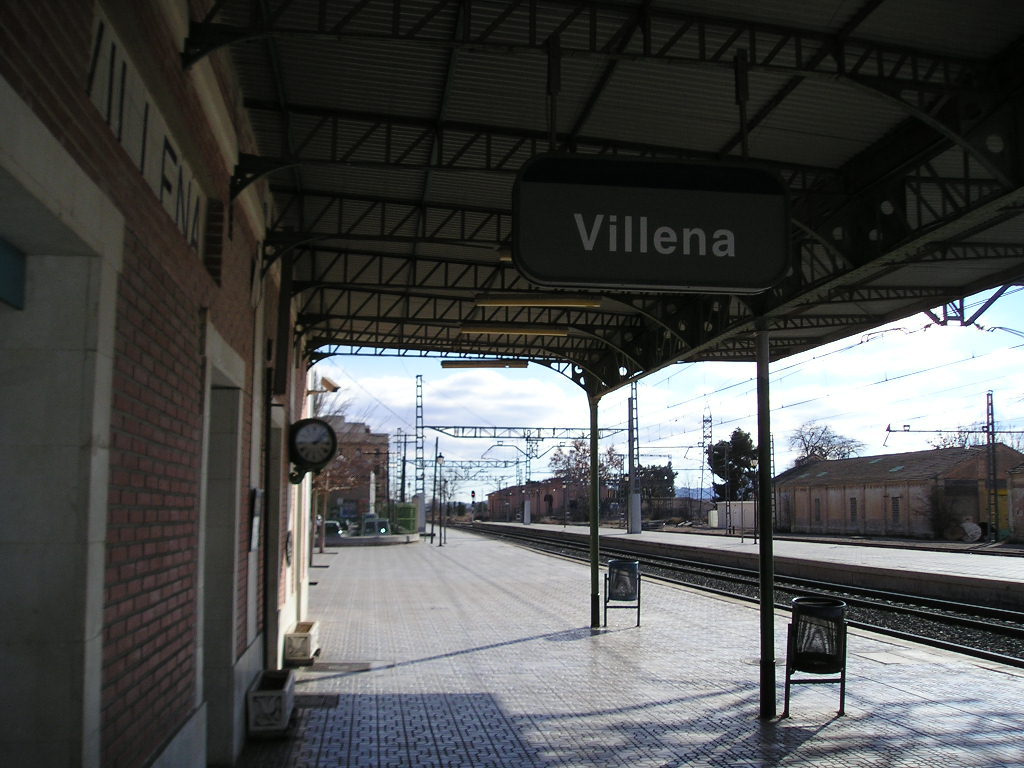
A vasútállomás (Renfe)